# František Leopold ze Šternberka
František Leopold hrabě ze Šternberka, také ze Sternbergu (9. července 1680 nebo 1681 Praha – 14. května 1745 Žirovnice) byl český šlechtic z rodu Šternberků, zakladatel Leopoldovy linie se sídlem v Žirovnici, jejíž potomci žijí dodnes. V letech 1727–1745 zastával úřad prezidenta české komory.

## Původ a život
František Leopold se narodil jako mladší syn pozdějšího nejvyššího purkrabí Českého království Adolfa Vratislava ze Šternberka (1627 Postoloprty – 4. 9. 1703 Zásmuky) a jeho manželky Anny Lucie Slavatové z Chlumu a Košumberka (17. 7. 1637 Vídeň – 3. 3. 1703 Praha). Jeho starší bratr František Damián (26. 7. 1676 Vídeň – 15. 5. 1723 Častolovice) založil Damiánovu linii se sídlem v Zásmukách a Častolovicích.

## Kariéra
Po studiích si vybral politickou kariéru. Získal titul císařského komořího a tajného rady, stal se místodržícím Českého království a v letech 1727–1745 zastával úřad prezidenta české komory.

## Majetek
Po otci zdědil Předboř, po matce Žirovnici, Počátky a Stráž nad Nežárkou. V Žirovnici dal postavit nové zámecké (západní) křídlo, barokní špýchar (1707) a dal opravit kapli sv. Jiljí na místním hřbitově. Jeho manželka pořídila sochu sv. Jana Nepomuckého, která stojí u silnice mezi zámkem a pivovarem.  Stráž byla už v roce 1715 v rukou Františka Josefa Czernina z Chudenic. Po svém příbuzném Václavu Vojtěchovi ze Šternberka (1643–1708) zdědil zadlužený fideikomis Zelená Hora a Zadní Ovenec (Troja, dnes součást Prahy). V květnu 1722 s povolením panovníka panství Zadní Ovenec (zámek Troja se vším příslušenstvím, libosadem a jinými zahradami) prodal za 50 tisíc zlatých a 200 dukátů pražskému arcibiskupovi Františku Ferdinandovi z Khünburgu do jeho osobního vlastnictví. V roce 1726 prodal i Zelenou horu, a sice Adolfovi Bernardovi z Martinic. Dne 14. června 1731 založil z částky 130 tisíc zlatých peněžní fideikomis (svěřenectví, majorát) s palácem na Hradčanech a panstvím Žirovnice. Žirovnice patřila Šternberkům až do roku 1910.

## Rodina
Dne 4. června 1708 se oženil s Marií Annou Johanou ze Schwarzenbergu (23. 11. 1688 Vídeň – 27. 9. 1757 Praha), dcerou knížete Ferdinanda Viléma Eusebia ze Schwarzenbergu (1652–1703), majitele Hluboké a Třeboni, a jeho manželky Marie Anny ze Sulzu (1653–1698). Narodilo se jim 11 nebo 13 dětí:
- 1. Marie Františka Josefa (18. 5. 1709 Vídeň – 20. 12. 1738 Dobříčany[1] nebo 1739[4])
  - ∞ (16. 8. 1729 Praha) Kašpar František Evald Clary-Aldringen (3. 9. 1708 Teplice – 18. 9. 1735 Dobříčany)
- 2. Marie Josefa (23. 6. 1710 – 11. 8. 1710)[4]
- 3. František Adam Arnošt (20. 7. 1711 Vídeň – 19. 9. 1789 Žirovnice), tajný rada, nejvyšší zemský maršálek Českého království
  - 1. ∞ (5. 6. 1738 Bruck an der Leitha) Marie Terezie z Waldburg-Zeilu (28. 9. 1712 – 14. 10. 1749)
  - 2. ∞ (9. 2. 1750) Marie Kristina z Dietrichsteinu (26. 8. 1726 – 6. 10. 1766)
  - 3. ∞ (29. 9. 1768 Smečno) Marie Anna Wilczeková (20. 7. 1736 Vídeň –16. 7. 1807 Vídeň)
- 4. Marie Josefa Františka (17. 6. 1712 Vídeň – 7. 8. 1769 Vídeň)
  - ∞ (17. 8. 1732 Praha) Jáchym Adam z Rottalu (13. 2. 1708 Vídeň – 23. 9. 1746 Karasice)
- 5. Jan Nepomuk I. (11.[9] nebo 25.[1][2] 7. 1713 – 13. 2.[2] nebo 22. 8. 1798 Praha[9]), tajný rada, nejvyšší podkomoří králové v Čechách
  - ∞ (24. 8. 1746 Praha) Marie Anna Josefa Krakowská z Kolowrat (28. 12. 1726 Praha – 10. 8. 1790)
- 6. Valburga Josefa (14. 3. 1716 Praha – 3. 9. 1746)
  - ∞ (13. 2. 1741) Prokop Jan Krakowský z Kolowrat (13. 3. 1714 – 6. 4. 1774)
- 7. Valburga Terezie (26. 5. 1717 – 27. 10. 1727)
- 8. Marie Arnoštka (Marie Ernestina, 9. 5. 1718 – 7. 2. 1747)
  - ∞ (9. 5. 1740 Praha) Heřman Jakub Czernin z Chudenic (1. 2. 1706 – 15. 11. 1784)
- 9. František Leopold (12. 4. 1719 – 9. 7. 1745 padl), císařský komoří, rytíř Maltézského řádu, podplukovník pěšího pluku Caraffa[10]
- 10. Marie Terezie (1721–1729)[11]
- 11. Prokop Adolf (3. 10. 1722 – 1. 2. 1752)
- 12. Prokop Antonín (1728 – asi 1728)[12]
- 13. Václav František (26. 6. 1729 – 20. 9. 1729)